# Jessica Mitford
Jessica Lucy Freeman-Mitford (11 de septiembre de 1917-22 de julio de 1996) fue una escritora, periodista y activista británica, reconocida por formar parte de la familia Mitford, por ser integrante del Partido Comunista de los Estados Unidos y por sus trabajos de investigación sobre la industria funeraria estadounidense, The American Way of Death.

## Biografía

### Primeros años
Mitford, sexta de siete hijos, fue hija del barón David Freeman-Mitford y de su esposa Sydney (hija del político y editor Thomas Bowles), y creció en las distintas casas de su padre. Tuvo poca educación formal, ya que su madre no creía que fuera correcto enviar a las niñas a la escuela, aunque desarrolló el hábito de la lectura. Pese a que sus hermanas Unity y Diana apoyaron ampliamente a Hitler y su padre fue descrito como fascista, Jessica (más conocida como "Decca") renunció a sus privilegios a una corta edad y se adhirió al comunismo. Fue catalogada como la "oveja roja" de la familia.

### Vida con Esmond Romilly
A los 19 años de edad, Mitford conoció a su primo segundo Esmond Romilly, el sobrino político (por matrimonio) de Winston Churchill, quien estaba en recuperación de una disentería contagiada durante las Brigadas Internacionales defendiendo Madrid durante la guerra civil española. Los primos se enamoraron inmediatamente y decidieron vivir en España, en donde Romilly consiguió un empleo como reportero para el News Chronicle cubriendo el conflicto. Luego de pasar ciertas dificultades legales causadas por la oposición por parte de sus parientes, se casaron. Se mudaron a Londres y vivieron en el barrio industrial del East End. Atendida por un médico y una enfermera, Mitford dio a luz a una niña, Julia Decca Romilly, el 20 de diciembre de 1937 (los niños que dio a luz en Estados Unidos fueron en un hospital y mucho menos cómodos, según ella). La niña falleció de una epidemia de sarampión en mayo. Mitford rara vez habló sobre Julia luego del suceso. 
En 1939, Romilly y Mitford emigraron a los Estados Unidos. Viajaron por el país y trabajaron en lugares atípicos, constantemente faltos de dinero. Luego del estallido de la Segunda Guerra Mundial, Romilly se alistó en la Real Fuerza Aérea Canadiense; Mitford vivía en Washington D. C. y consideró unirse a su marido cuando este fuese enviado a Inglaterra. Dio a luz a otra niña, Constancia (apodada "Donk" o "Dinky") Romilly, el 9 de febrero de 1941. Su esposo fue declarado desaparecido en combate el 30 de noviembre de 1941, mientras volvía de un ataque hacia la Alemania Nazi. A Jessica le tomó meses aceptar que había muerto.

### Vida con Robert Treuhaft
La carencia de educación formal le impidió cursar estudios superiores (intentó infructuosamente matricularse en la facultad de periodismo de la Universidad de Columbia), pero ingresó en una academia de secretariado y con esa titulación obtuvo un empleo en la Administración Federal, siendo destinada a la Office of Price Administration, el organismo que controlaba el racionamiento y la congelación de precios en tiempos de guerra. Allí conoció al abogado especializado en derechos civiles Robert Treuhaft, quien estaba casado, en 1943 y finalmente se establecieron en Oakland, California. Allí la pareja tuvo dos hijos: Nicholas, nacido en 1944 (fallecido en 1955 cuando lo atropelló un autobús), y Benjamin, nacido en 1947. Mitford vivió la maternidad con un espíritu de "negligencia benigna", descrita por sus hijos como "práctica" y "fría" sentimentalmente. Con el paso del tiempo, restableció la relación con su propia madre mediante cartas.

### Comunismo y políticas izquierdistas
Mitford pasó gran parte de los principios de la década de 1950 trabajando como secretaria ejecutiva en la sede local del Congreso de Derechos Civiles. Debido a su trabajo y la práctica legal de su esposo, se vio involucrada en un número de campañas a favor de los derechos civiles, entre las que se destaca el intento fallido de evitar la ejecución de Willie McGee, un afroamericano acusado de violar a una mujer blanca. Mitford y Treuhaft se convirtieron en miembros activos del Partido Comunista de los Estados Unidos. En 1953, durante el auge del Macarthismo y del 'Peligro Rojo', fueron obligados a testificar frente al Comité de Actividades Antiestadounidenses. Ambos se negaron a hablar sobre su participación en grupos radicales. 
Sintiendo que en el clima político vigente podrían conseguir más justicia política distanciándose del Partido, y desilusionados por el desarrollo del comunismo en la Unión Soviética, Mitford y Treuhaft renunciaron a finales de 1958. De esta manera, Mitford pudo obtener la ciudadanía estadounidense por matrimonio.
En 1960, Mitford publicó su primer libro, Hons and Rebels (titulado Daughters and Rebels en Estados Unidos), un memorial dedicado a su juventud en Redesdale.

### Periodismo de investigación
En mayo de 1961, Mitford viajó a Montgomery, Alabama para escribir un artículo sobre las costumbres y actitudes de los habitantes del sur de los Estados Unidos para la revista Esquire. Allí, camino a presenciar la llegada de los Viajeros de la libertad, quedó atrapada en una revuelta causada por un ataque del Ku Klux Klan al grupo activista. Poco después de la revuelta, Mitford asistió a un mitin organizado por Martin Luther King, Jr. La iglesia donde se realizaba la reunión también fue atacada por el Klan, y Jessica tuvo que pasar la noche encerrada dentro con el resto del grupo, hasta que la Guardia Nacional dispersó a los agresores.
El trabajo de Treuhaft como abogado de representantes sindicales y su conocimiento de los beneficios sociales relacionados con los fallecimientos de los trabajadores lo llevó a interesarse en la industria funeraria, y convenció a su esposa de que escribiese un artículo de investigación sobre el tema. El artículo, titulado Saint Peter Don't You Call Me ("San Pedro, no me llames") y publicado en la revista Frontier, no tuvo una gran distribución, pero atrajo cierta atención cuando Mitford apareció en un programa local de televisión junto a dos representantes de la industria. Animada por el interés público, escribió The American Way of Death, publicado en 1963. En el libro, Mitford criticó con dureza a la industria funeraria por hacer uso de prácticas de negocios inescrupulosas para aprovecharse de las familias de los fallecidos. El libro se convirtió en un éxito de superventas y llevó a que el Congreso tratase el tema de la industria funeraria. También inspiró la película The Loved One (1965), de Tony Richardson, basada en la novela corta satírica del mismo nombre publicada en 1948 por Evelyn Waugh y subtitulada "Una tragedia angloestadounidense".
Después de The American Way of Death, Mitford continuó su trabajo como periodista de investigación. En 1970, publicó un revelador artículo en el Atlantic Monthly, Let Us Now Appraise Famous Writers ("Permítannos valorar a los escritores famosos"), que criticaba a la Escuela de Escritores Famosos, un curso por correspondencia de prácticas comerciales dudosas fundado por Bennett Cerf. Publicó The Trial of Dr. Spock, the Rev. William Sloane Coffin, Jr., Michael Ferber, Mitchell Goodman and Marcus Raskin ("El juicio del Dr. Spock, el reverendo William Sloane Coffin, Jr., Michael Ferber, Mitchell Goodman y Marcus Raskin"), un resumen del juicio contra los cinco hombres llevado a cabo en 1970 por conspiración y violación de las leyes de servicio militar, seguido en 1973 por una aguda crítica del sistema penitenciario estadounidense titulado Kind and Usual Punishment: The Prison Business ("Castigo amable y habitual: El negocio penitenciario") (1973), un juego de palabras basado en la frase jurídica "Castigo cruel e inusitado". 
En el semestre de otoño de 1973, Mitford trabajó como profesora en la Universidad Estatal de San José, donde impartió un curso titulado "La manera estadounidense", que abordaba el escándalo de Watergate y el macarthismo. Tras una serie de desacuerdos con el decano de la facultad, quien pretendía que Mitford hiciese un juramento de lealtad y pasase una prueba de identificación de huellas digitales, los estudiantes realizaron protestas masivas y Jessica tuvo que ir a juicio para poder continuar enseñando.

### Últimos años
La segunda colección de memorias de Mitford, A Fine Old Conflict (1977), describe en un tono cómico su paso por el Partido Comunista de los Estados Unidos. El título del libro se basa en una confusión de Mitford durante su juventud, cuando creía que el himno comunista, La internacional, mencionaba en una de las estrofas de la versión inglesa la frase "A fine old conflict", cuando en realidad dice "This the final conflict". Mitford relata la historia de cómo un compañero de trabajo llamado Dobby la había convencido de unirse al Partido, a lo cual le respondió "¡Pensé que nunca me lo propondrías!", si bien más adelante se mostró en contra de las estructuras conservadoras del partido. 
Además de su trabajo como escritora y como activista, Mitford decidió aventurarse en el mundo de la música como cantante en el grupo "Decca and the Dectones". Actuó para varias entidades benéficas, e incluso fue telonera de Cyndi Lauper en la azotea de una tienda de Virgin Records en San Francisco. Grabó dos álbumes: uno contiene su interpretación de las canciones "Maxwell's Silver Hammer" y de "Grace Darling", y el otro dos dúos con su amiga, la poeta Maya Angelou.
Su última obra fue The American Way of Death Revisited. 
Mitford falleció de cáncer de pulmón a los 78 años de edad. Su viudo vivió cinco años más que ella. Su hija sobreviviente ha continuado la tradición activista trabajando para el Comité Estudiantil para la Prevención de la Violencia. Tuvo dos hijos con James Forman, un director afroamericano, y finalmente trabajó de enfermera. El hijo sobreviviente de Mitford, Benjamin, se separó de su familia por un tiempo y sufrió un trastorno bipolar (depresión clínica) pero más tarde comenzó a trabajar como afinador de pianos y utilizó sus habilidades para enviar pianos a Cuba con el eslogan "Send a piana to Havana."

## Legado e influencia
J. K. Rowling, autora de la serie de libros Harry Potter, escribió una reseña sobre el libro de cartas de Mitford, Decca, en el Sunday Telegraph en 2006.
Rowling declaró en 2002: "La escritora que más me ha influido sin duda alguna, es Jessica Mitford. Cuando mi tía abuela me dio Hons and Rebels, a los 14 años de edad, al instante se convirtió en mi heroína. Escapó de su casa para pelear en la Guerra Civil Española, llevándose una cámara que había cargado a la cuenta de su padre. Desearía tener las agallas para hacer algo así. Me encanta la forma en que jamás dejó de lado sus ideales adolescentes, permaneciendo fiel a sus convicciones políticas –era una socialista autodidacta– a lo largo de su vida. Creo que ya he leído todo lo que escribió. Incluso llamé a mi hija [Jessica Rowling Arantes] en honor a ella."

## Obras
- Hons and Rebels o Daughters and Rebels (1960); Nobles y rebeldes, Ed. Libros del Asteroide. Traducido por Patricia Antón de Vex, 2014.
- The American Way of Death (1963). Muerte a la americana: el negocio de la pompa fúnebre en Estados Unidos, Global Rhythm Press, SL. Traducido por Ana Mata Puig, 2008
- The Trial of Dr. Spock, the Rev. William Sloane Coffin, Jr., Michael Ferber, Mitchel Goodman, and Marcus Raskin (1970)
- Kind and Usual Punishment: The Prison Business (1973)
- A Fine Old Conflict (1977)
- The Making of a Muckraker (1979)
- Poison Penmanship: The Art of Muckraking (1979)
- Grace Had an English Heart: The Story of Grace Darling, Heroine and Victorian Superstar (1998) ISBN 0-525-24672-X
- The American Way of Birth (1992)
- The American Way of Death Revisited (1998)
- Decca: The Letters of Jessica Mitford, editado por el periodista Peter Y. Sussman (2006) (ISBN 0-375-41032-5)